# Церковь Рождества Богородицы (Усть-Бузулукская)
Церковь Рождества Богородицы (Рождество-Богородицкая церковь, церковь Рождества Пресвятой Богородицы) — бывший православный храм в станице Усть-Бузулукской Области Войска Донского, Зотовского благочиния, ныне Волгоградской области.

## История
Рождество-Богородицкая церковь станицы Усть-Бузулукской была куплена на средства прихожан и перенесена из станицы Тишанской в 1768 году. Была она деревянная, покрыта листовым железом; с деревянной колокольней и оградой. Престол один — во имя Рождества Богородицы.
Имелся причт и деревянный дом с двумя комнатами для церковных сторожей. Расстояние от церкви до консистории составляло — 400 верст, до благочинного — 23 версты. Другие ближайшие храмы: Николаевский в станице Аржановской — в 17 верстах, Николаевский в станице Акишевской — в 15 верстах, Архангельский в станице Алексеевской — в 12 верстах. Церковно-приходской школы при церкви не имелось, но с 1866 года в станице работало приходское училище.
Между 1784 и 1789 годами было построено новое, каменное здание церкви в стиле барокко. Старое здание было продано в слободу Солонку. С 1881 года священником Рождество-Богородицкой церкви был Васильев Петр Михайлович. Хутора прихода: Куличковский, Суховский, Карасевский, Ольхово-Подхимовский, Титов и Угольский.
В сентябре 1929 года храм был закрыт. Здание было разрушено, в 1935 году и на его месте был построен клуб. Новый приход Рождества Пресвятой Богородицы был образован в станице Усть-Бузулукской в 1997 году. Был построен молитвенный дом с библиотекой (переулок Шолохова, 24), относящийся к Новоаннинскому благочинию Урюпинской епархии. Богослужения совершаются по воскресным и праздничным дням. Настоятель — иерей Димитрий Дычкин.